# Литература Габона
Как и в большинстве африканских стран, устная традиция доминировала в культуре Габона до недавнего времени. Письменные языки, в особенности французский, главным образом использовались для миссионерских, административных и экономических целей.
Первые художественные произведения, созданные в Габоне, появляются только в конце XIX века, написаны они были на французском языке. Среди них можно отметить изданную в 1902 году книгу Пера Триля, озаглавленную «Тысяча лье в неизвестность: от побережья до берегов реки Джа» (Mille lieues dans l’inconnu: de la côte aux rives du Djah). Стоит упомянуть и деятельность Андре Рапона, сына английского торговца и местной принцессы, разработавшего алфавит для многих разговорных языков Габона и создавшего словари Тсого-Французский и Мпонгве-Французский (1932).
В конце XIX века первые жители Габона начали приобщаться к европейской культуре. Позже появились газеты такие как «Эхо Габона» (L’Echo gabonais) (1904), «Колониальный путь» (Voie coloniale) (1924) и «Liaison» (1950). Это дало возможность небольшому числу жителей Габона выражать своё мнение. Однако оригинальная литература на французском языке появилась в Габоне только в 1950-е годы. Причем, первым возник жанр поэзии, представленной такими авторами, как Ндуна Депено (Ndouna Depenaud), Визи Маганг-Ма-Мбужу (Wisi Magangue-Ma-Mbuju), Жорж Равири (Georges Rawiri) и другие.
В 1970-е годы появляется роман Рожера Зотумба (Roger Zotoumbat) «История ребенка» (Histoire d’un enfant) и первые произведения Квентина Бен Монгарья (Quentin Ben Mongaryas).
В 1980-е годы выходят несколько книг Окумбы Нкоге (Okoumba-Nkoghé) и первые романы самого известного габонского писателя того времени Лорена Овондо (Laurent Owondo).
Среди других габонских писателей можно отметить Людовика Обьянга (Ludovic Obiang) и Жана-Матьё Ангуэ-Ондо (Jean-Mathieu Angoué-Ondo).
Женщины появляются в габонской литературе в 1966 году, вместе с первыми публикациями поэтессы Жозет Лима (Josette Lima). В 1980-х был опубликован первый роман Анжель Нтиугветондо Равири (Angèle Ntyugwetondo Rawiri), затем в 90-е последовали книги Жюстин Минтса (Justine Mintsa).
Среди писателей XXI века можно назвать имена Chantal Magalie Mbazoo Kassa, Edna Merey-Apinda, Douka Zita Alida, Sylvie Ntsame, Lucie Mba и Bessora.